# Responsabilité civile en Suisse
En droit suisse, la responsabilité civile (RC, en allemand Haftpflichtrecht) est une branche du droit qui régit les obligations de réparer les dommages commis à autrui. Au sens large, la responsabilité civile comprend la responsabilité contractuelle, qui repose sur un contrat entre l'auteur du dommage et sa victime et la responsabilité délictuelle (RC au sens strict), qui ne repose pas sur un contrat (aussi dite extracontractuelle), et qui fait l'objet du présent article. 
La responsabilité délictuelle repose sur un dommage en lien de causalité avec le comportement ou l'auteur du dommage. On distingue la responsabilité aquilienne (ou pour faute), qui repose sur la faute de l'auteur, et les responsabilités objectives ou causales (simples et aggravées), qui ne reposent pas sur la faute de l'auteur. 

## Histoire
Les premières normes fédérales de responsabilité civile émergent au milieu du XIXe siècle, notamment dans le domaine des chemins de fer avec loi fédérale sur la responsabilité des compagnies ferroviaires en cas de blessures. La responsabilité pour faute est introduite dès 1881 avec l'adoption du Code des obligations.

## Fondements

### Dommage
C'est une perte patrimoniale entre avant et après l'acte illicite 

### Causalité
Le dommage doit être en lien de causalité naturelle et adéquate avec l'acte qui l'a causé.
La causalité naturelle est un lien tel que sans le premier évènement, le second ne se serait pas produit. C'est une question de fait et non de droit.
La causalité adéquate est un limite juridique à la causalité naturelle, la rendant opérante seulement si elle est propre à entraîner un effet du genre de celui qui s’est produit selon le cours ordinaire des choses et l’expérience générale de la vie. C'est une question de droit.

## Responsabilité pour faute
« Celui qui cause, d’une manière illicite, un dommage à autrui, soit intentionnellement, soit par négligence ou imprudence, est tenu de le réparer. »

— article 41 du CO.
La responsabilité aquilienne (de la Lex Aquilia) ou responsabilité pour faute, prévue à l’art. 41 CO, est le régime général de la responsabilité en droit suisse. Il prévoit l’obligation de réparer le dommage causé à autrui, et incrimine le fait personnel, contrairement aux responsabilités objectives, qui sont des responsabilités pour le fait d’autrui ou des choses.
En plus des conditions générales de la responsabilité, soit le dommage et la causalité, la responsabilité aquilienne requiert une faute qui soit illicite. 

### Faute
La faute est le manquement à la diligence que l’on pouvait raisonnablement attendre de l’auteur dans les circonstances où il s’est trouvé.
Il faut noter que la faute civile n’est pas la même que la faute pénale ; les décisions du juge pénal ne lient pas le juge civil (53 CO).

### Illicéité
L’acte illicite est la violation d’une norme protectrice des intérêts d’autrui en l’absence de faits justificatifs. C'est une conception objective et non subjective (elle ne dépend pas du cas d'espèce). L'acte illicite résulte soit de la violation d'un droit absolu (droit de la personnalité ou droit de propriété), soit d'une norme (privée, publique ou pénale) protectrice des intérêts d'autrui. 
Cette conception exclut ainsi le dommage purement économique : celui qui se voit empêché de se rendre au travail car une voiture est parquée devant son garage ne subit pas un dommage illicite, car il n'y a pas d'atteinte à un de ses droits absolus.

## Responsabilités objectives

### Responsabilité objective simple
Les responsabilités objectives simples (en allemand einfache Kausalhaftungen) reposent en général sur la violation d’un devoir de diligence. On trouve notamment : 
- la responsabilité du détenteur d'animal (56 CO)
- la responsabilité du propriétaire d'ouvrage (58 CO)
- la responsabilité du fait de l'auxiliaire (55 CO)
- la responsabilité du fait des produits (LRFP)

### Responsabilités objectives aggravées
Les responsabilités objectives aggravées (en allemand Gefährdungshaftungen) reposent sur la réalisation du risque découlant d’une activité ou situation particulière. Du fait de la dangerosité inhérente aux activités en question, mais considéré que ces activités sont utiles et nécessaires à la société, l'auteur du dommage ne peut en principe pas échapper à sa responsabilité. On trouve
- la responsabilité du détenteur d'un véhicule (LCR)
- la responsabilité de l'exploitant d'une centrale nucléaire (LRCN)